# Coro Chreščatyk
Il Coro Chreščatyk (in ucraino Академічний камерний хор «Хрещатик»?, Akademičnyj kamernyj chor "Chreščatyk") è un ensemble musicale con sede a Kiev, in Ucraina, che prende il nome dalla strada centrale della città.

## Storia
Il Coro Chreščatyk è stato fondato nel marzo 1994 da Larisa Buhonskaya, che ha guidato il coro fino al 2007. Fino al 1999, il coro esisteva solo in senso amatoriale, ma grazie a un debutto di fama e al successo in concorsi internazionali, ha ottenuto rapidamente riconoscimenti negli ambienti professionali. L'ensemble si è specializzato nella musica spirituale ucraina di compositori contemporanei come Lesja Dyčko, Jevhen Stankovyč, Myroslav Skoryk e Hanna Havrylec'.
Nel 1999, il coro ha ottenuto uno status ufficiale e Bukhonskaya ha assunto la carica di direttore. Nel 2001, il coro è stato incluso in un elenco dei principali team creativi dell'Ucraina dal Ministero della Cultura. Nel marzo 2007, il coro ha ricevuto il premio Mykola Vitaliyovych Lysenko e la direttrice Bukhonskaya ha ricevuto il titolo di "Artista onorato dell'Ucraina".

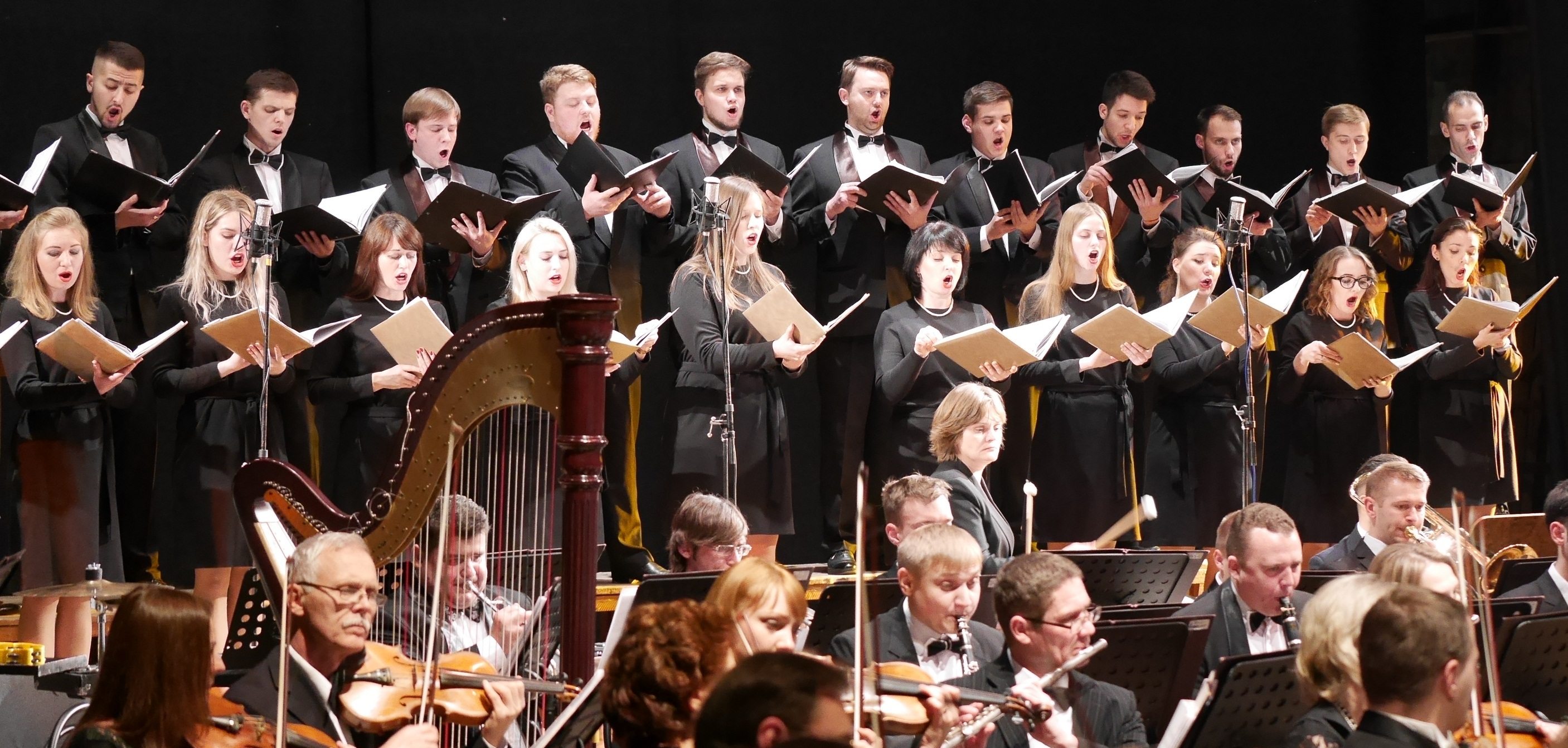
Il Coro Chreščatyk durante un concerto

Nel giugno 2007, a causa di un conflitto con il sindaco di Kiev, Leonid Chernovetskyi, sull'assegnazione di un terreno per una nuova sala per il coro, Bukhonska è stata costretta a dimettersi da direttore. Dal 2007, il coro è stato diretto da Pavlo Struts, diplomato al Conservatorio di Kiev. Nel 2009, il coro ha ottenuto lo status accademico e da gennaio 2011 il suo nome ufficiale è Coro Accademico da Camera Khreschatyk.

## Attività
L'ensemble esegue principalmente opere moderne di compositori ucraini. Partecipa regolarmente a festival organizzati dall'Unione Nazionale dei Compositori dell'Ucraina come "Premieres of the Season", "Kyiv Music Fest" e "Golden-Domed Kyiv".

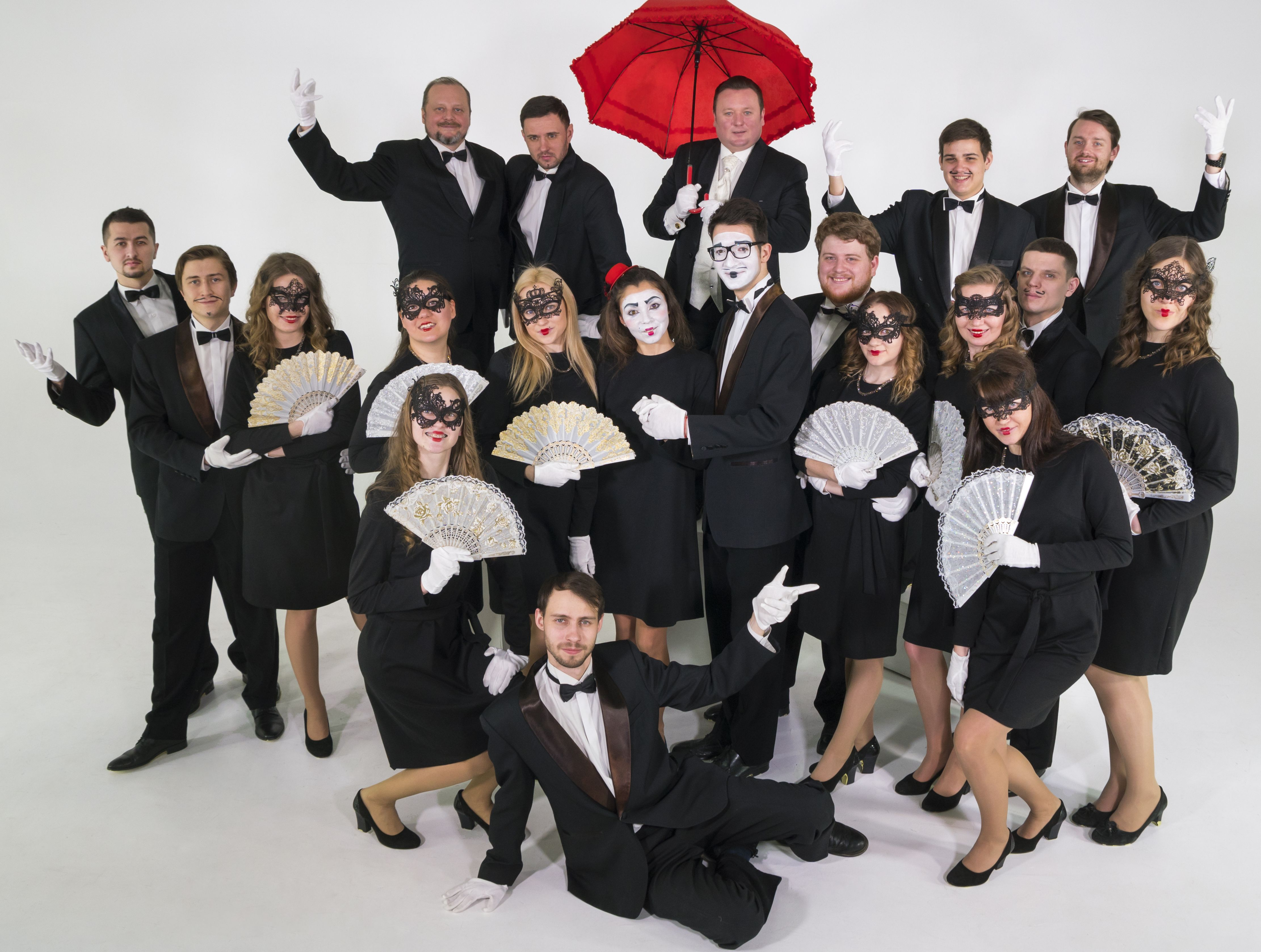

Nel corso del 1996-2004, il coro ha eseguito più di 500 opere. Nel 2006 ha eseguito la sua prima produzione teatrale. Nel 2017, il coro aveva eseguito 800 opere.
Dal 2015, il coro ha iniziato ad ampliare il tipo di musica che ha eseguito, iniziando a cantare musica popolare e canzoni ucraine. Emulando cori da spettacolo, il Coro Chreščatyk ha condotto una serie di concerti chiamata "Hits from Everywhere" che includeva cover di canzoni delle band ABBA, Muse, Okean El'zy e altre.